# 打坂地蔵尊

打坂地蔵尊

打坂地蔵尊（うちざかじぞうそん）は、長崎県西彼杵郡時津町（事故当時は時津村）にある地蔵菩薩。1947年（昭和22年）にバスの乗客・運転士の命を救い、殉職した長崎自動車（長崎バス）瀬戸営業所の鬼塚道男車掌を称え、1974年（昭和49年）10月に長崎自動車が事故現場付近に建立した。

## 詳細

### 事故当時の交通事情
長崎市と西彼杵郡時津町との境にまたがる打坂峠は、長崎への主要な交通路であった時津街道の時代から、急勾配の坂が続く街道最大の難所として知られていた。峠は急勾配なうえ、片側が深い崖になっており、長崎自動車の運転手らから「地獄坂」として恐れられていた。
当時の長崎自動車の路線バスは、戦中・戦後の燃料不足もあり、現在のようなディーゼルエンジンではなく、木炭を車体後部のガス発生炉で燃焼させ、発生したガスを動力源とした木炭バス（代燃車）であった。木炭バスは比較的入手が容易な木炭で走行できる反面、非力で坂道が連続する路線には不向きであり、走行中に停止することも多かったので、坂道では乗客が降りてバスを押すことも珍しくなかった。

### 事故
1947年9月1日、満員の乗客約30名を乗せて打坂峠を登坂中だった長崎自動車の大瀬戸（旧西彼杵郡大瀬戸町）発長崎行きの路線バスのエンジンが停止した。運転手はブレーキをかけたが動作せず、バスは上り坂を後退し始めた（後の調査でブレーキが故障し、ギアシャフトも折れていたことが判明している）。現場は片側が高さ10mにもなる崖であり、もしバスが転落すれば大惨事は免れなかった。
この非常事態に際し、運転手は車掌の鬼塚道男に対して石などで処置を行うよう指示。鬼塚車掌はバスから飛び降り、指示通り石で輪止めを行ったが、すでに加速がついており、また多くの客がバスに乗っていたため効果はなく、バスは崖まであとわずかという所まで迫った。
その時、鬼塚車掌は咄嗟に体を丸めるとバス後部に潜り込み、自分の体を輪止めにした。その結果、バスは辛くも崖まであと数メートルというところで停止した。事態に気付いた運転手がジャッキで車体を持ち上げて鬼塚車掌を救出し、時津営業所から救援に駆け付けたトラックで病院へ運んだが、まもなく死亡が確認された。享年21。なお、乗客・運転手は全員無事であった。
鬼塚は周囲から「素直で気の優しい物静かな性格の青年」と認知されていた。木炭バスの車掌は体を張って乗客の乗降を助けつつ、燃料の管理も行う激務であった。特に火焚きは難しく、失敗して叱りつけられることもあったが、鬼塚は口答え一つした事はなかった。そのため、知らせを受けて救援に駆け付けた同僚は、運転手から事情を説明され「あのおとなしい道男が」と非常に驚いたという。

### その後
自己犠牲を以ってバスの転落を防いだ鬼塚車掌の行為は、美談として地方新聞に報じられたが、遺族には長崎自動車からわずかな弔慰金が支払われただけで、やがて事故そのものが人々から忘れられていった。
しかし、後にこの事故を知る人物によりラジオ番組で取り上げられ、引き続きテレビ番組でも紹介されたことで、全国の視聴者からの反響を呼んだ。また当時の乗客からの鬼塚車掌に対する感謝を綴った新聞への投書などもあり、長崎自動車は社長があらためて遺族にお悔やみの言葉を述べるとともに、見舞金の支払いと慰霊碑の建立を約束した。
こうして1974年10月、鬼塚車掌の勇気ある行動を称えた記念碑と、交通事故の絶滅を祈る地蔵尊が建立された。以来、毎年9月1日には長崎自動車の社長、及び幹部らにより供養が行われ続けている。